# Àrbitre assistent de vídeo

Símbol del VAR que apareix a la televisió.

L'àrbitre assistent de vídeo o VAR (de l'anglès Video Assistant Referee), o videoarbitratge, és un sistema d'assistència arbitral utilitzat en futbol, l'objectiu del qual és evitar errors humans que puguin condicionar el desenvolupament del partit.

## Funcionament
La FIFA limita l'ús del VAR a quatre accions que poden canviar el rumb del joc:
1. Gols.
2. Penals.
3. Expulsions.
4. Confusió d'identitat dels amonestats.

S'activa de la següent manera:
- Quan es produeix una de les accions previstes, l'àrbitre principal o l'assistent de vídeo poden sol·licitar la revisió de la jugada.
- Els jutges de vídeo observen la repetició instantània de la jugada i informen del que ha passat a l'àrbitre, a través d'un auricular.
- L'àrbitre principal té dues opcions: pot acceptar el criteri dels jutges de vídeo, o veure el vídeo a la banda i prendre la seva pròpia decisió.

L'objectiu final no és garantir una precisió total en les decisions arbitrals, sinó revertir aquells errors humans que puguin condicionar el resultat. Gràcies a la realització, els assistents de vídeo poden veure l'acció polèmica des de diferents punts de vista i aconsellar l'àrbitre principal, a qui sempre correspon la decisió final. La FIFA recomana que la decisió es prengui en el menor temps possible per no alterar el ritme de joc, en general menys d'un minut.
Els únics capaços de sol·licitar la repetició són l'àrbitre i l'assistent de vídeo. Si un jugador o entrenador reclama el seu ús al col·legiat, pot ser sancionat.
El sistema de detecció automàtica de gols es manté vigent per saber si la pilota ha entrat a la porteria.

## Història
La International Football Association Board (IFAB), organisme encarregat de definir les regles del futbol a escala mundial, havia aprovat l'ús de l'àrbitre assistent de vídeo (VAR) el març de 2016, seguint la tendència ja existent en altres esports. Per a la implementació, millora i correcció d'errors, la IFAB i la FIFA van establir un període de prova mínim de dos anys.
El primer torneig on es va utilitzar el VAR va ser el Campionat del Món de Clubs de 2016. A les semifinals entre Kashima Antlers i l'Atlético Nacional, l'àrbitre principal Viktor Kassai va assenyalar un penal a favor de l'equip japonès després de ser advertit per l'assistent de vídeo, tot i que va trigar dos minuts a concedir-lo. Quatre dies més tard, en la final entre el Kashima Antlers i el Reial Madrid, una falta de comunicació entre l'àrbitre principal zambià Janny Sikazwe i el seu assistent de vídeo (segons el mateix col·legiat va afirmar dies més tard), va permetre al Madrid acabar amb 11 jugadors el final dels 90 minuts reglamentaris (a continuació es jugaria la pròrroga), perdonant l'àrbitre la segona targeta groga al jugador madridista Sergio Ramos (la qual cosa hagués suposat la seva expulsió), en una acció dubtosa que va aixecar una gran polèmica, ja que l'àrbitre ja tenia la targeta groga a la mà per mostrar-li a Ramos, però finalment, al cap d'uns instants, es va fer enrere.
Les primeres lligues professionals que van introduir el VAR van ser la Major League Soccer estatunidenca i l'A-League australiana la temporada 2016/17. A Europa, el VAR està previst que s'implementi a l'Eredivisie neerlandesa la temporada 2018/19.
El VAR es va estrenar de forma oficial en un mundial de seleccions en l'edició de la Copa del Món de Rússia 2018.

## Aplicació internacional
El VAR va començar a aplicar-se el 2017, en competicions com la Major League Soccer nord-americana, l'A-League australiana, i en partits amistosos de seleccions nacionals. El primer torneig internacional que el va implementar va ser la Copa FIFA Confederacions de 2017, amb una gran polèmica, fet que va servir per millorar la presa de decisions. A Sud-amèrica va ser introduït a partir de les semifinals de la Copa Libertadores 2017.
A partir de la temporada 2018-19, el VAR va ser inclòs en les principals lligues europees com l'espanyola, així com a la Lliga de Campions de la UEFA -a partir dels vuitens de final- i en la final de la Lliga Europa de la UEFA. Posteriorment, va ser introduït en la Copa del Món Femenina (2019) i la Copa Amèrica (2019).

### Espanya
El VAR es va implementar a Espanya el 2018, a la final de la Supercopa d'Espanya de Futbol 2018 entre el Sevilla i el Barça. Poc després, es va adoptar en la temporada 2018-19 de Primera Divisió des de la primera jornada. Per raons logístiques, no hi va haver VAR en la Segona Divisió fins a la següent temporada 2019-20.